# Newyorská filharmonie
Newyorská filharmonie, anglicky New York Philharmonic, je symfonický orchestr se sídem v New Yorku. Jeho domovským sálem je Avery Fisher Hall v areálu Lincolnova centra (Lincoln Center for the Performing Arts) vedle budovy Metropolitní opery.

## Historie
Orchestr založil v roce 1842 dirigent Ureli Corelli Hill. V pozdějších letech byli jeho šéfdirigenty například Leopold Damrosch (1876–1877), Gustav Mahler (1909-1911), český maestro Josef Stránský (1911-1923), Leonard Bernstein (1958–1969), Pierre Boulez (1971–1977) či Lorin Maazel (2002–2009). Za dobu své existence filharmonie získala několik cen Grammy.
Do roku 2004 orchestr odehrál 14 000 koncertů, za což byl zapsán do Guinnessovy knihy rekordů. O šest let později odehrál patnáctitisící koncert.

## Seznam šéfdirigentů
| - 1842–1849: Ureli Corelli Hill, Henry Timm, Denis Etienne, William Alpers, George Loder, Louis Wiegers a Alfred Boucher - 1849–1854: Theodore Eisfeld - 1854–1855: Theodore Eisfeld a Henry Timm - 1855–1856: Carl Bergmann - 1856–1858: Theodore Eisfeld - 1858–1859: Carl Bergmann - 1859–1865: Carl Bergmann a Theodore Eisfeld - 1865–1876: Carl Bergmann - 1876–1877: Leopold Damrosch - 1877–1878: Theodore Thomas - 1878–1879: Adolf Neuendorff - 1879–1891: Theodore Thomas - 1891–1898: Anton Seidl - 1898–1902: Emil Paur - 1902–1903: Walter Damrosch - 1906–1909: Vasilij Iljič Safonov - 1909–1911: Gustav Mahler | - 1911–1923: Josef Stránský - 1922–1930: Willem Mengelberg - 1928–1936: Arturo Toscanini - 1936–1941: John Barbirolli - 1943–1947: Artur Rodziński - 1947–1949: Bruno Walter - 1949–1950: Leopold Stokowski - 1949–1958: Dimitri Mitropoulos - 1958–1969: Leonard Bernstein - 1969–1970: George Szell - 1971–1977: Pierre Boulez - 1978–1991: Zubin Mehta - 1991–2002: Kurt Masur - 2002–2009: Lorin Maazel - 2009–2017: Alan Gilbert - 2017–2018: Jaap van Zweden jako 'Music Director Designate' - od roku 2018: Jaap van Zweden |